# カレル橋
カレル橋（カレルばし、チェコ語: Karlův most）は、チェコ共和国のプラハを流れるヴルタヴァ川に架かる橋である。
神聖ローマ皇帝カール4世（ボヘミア王カレル1世でもあった）の治世下、1357年に建設が始まり、1402年に完成した。建築家ペトル・パルレーシュの設計による。1841年までプラハ旧市街とその周囲をつなぐ唯一の橋であった。また、西欧と東欧の交易ルートとしてプラハが重要な地位を占めるようになった。最初は単に石橋、プラハ橋と呼ばれていたが、1870年よりカレル橋と呼ばれるようになった。
橋の長さは515.7メートル、幅は9.5メートル。15のアーチの上に、砂岩の切石の橋桁が渡されている。また橋を守るために3つの橋塔が建てられており、とくに旧市街側の橋塔はゴシック様式の建築として名高い。橋の欄干には15体ずつ、合計30体の彫刻が並んでいる。その多くはバロック様式である。最も古いものは「十字架像」で1361年の文書に登場する。その後ボヘミア王イジー騎馬像やライオン像などが据えられていたと考えられているが、三十年戦争の間に十字架像を除いて全て破壊されたとされる。その後1683年、ヤン・ネポムツキー像が新たに据えられた。その後1714年までの間に合計28体の彫像が製作され据付けられた。これらの彫像の中で著名なものは「十字架像（ゴルゴダの丘で磔にされたキリスト像，Crucifix and Calvary）」、「ブルンツヴィーク像（Bruncvík column）」と「聖人ヤン・ネポムツキー像（St. John of Nepomuk）」である。この聖人ヤン・ネポムツキー像の基部にあるネポムツキーのレリーフに触れると幸運が訪れるといわれ多くの人に触られたためつるつるになっている。また、最も古くから存在した十字架像のオリジナルはプラハ国立博物館に保管され、現在橋に設置されているものは1629年に製作されたものである。
昼間のカレル橋は観光客で賑わい、橋の上には多くの露店が並ぶ。また、大道芸、見世物、ジャズ演奏なども行なわれる。夜になるとプラハ城やカレル橋がライトアップされ、夜の散歩を楽しむ人々の通りになる。

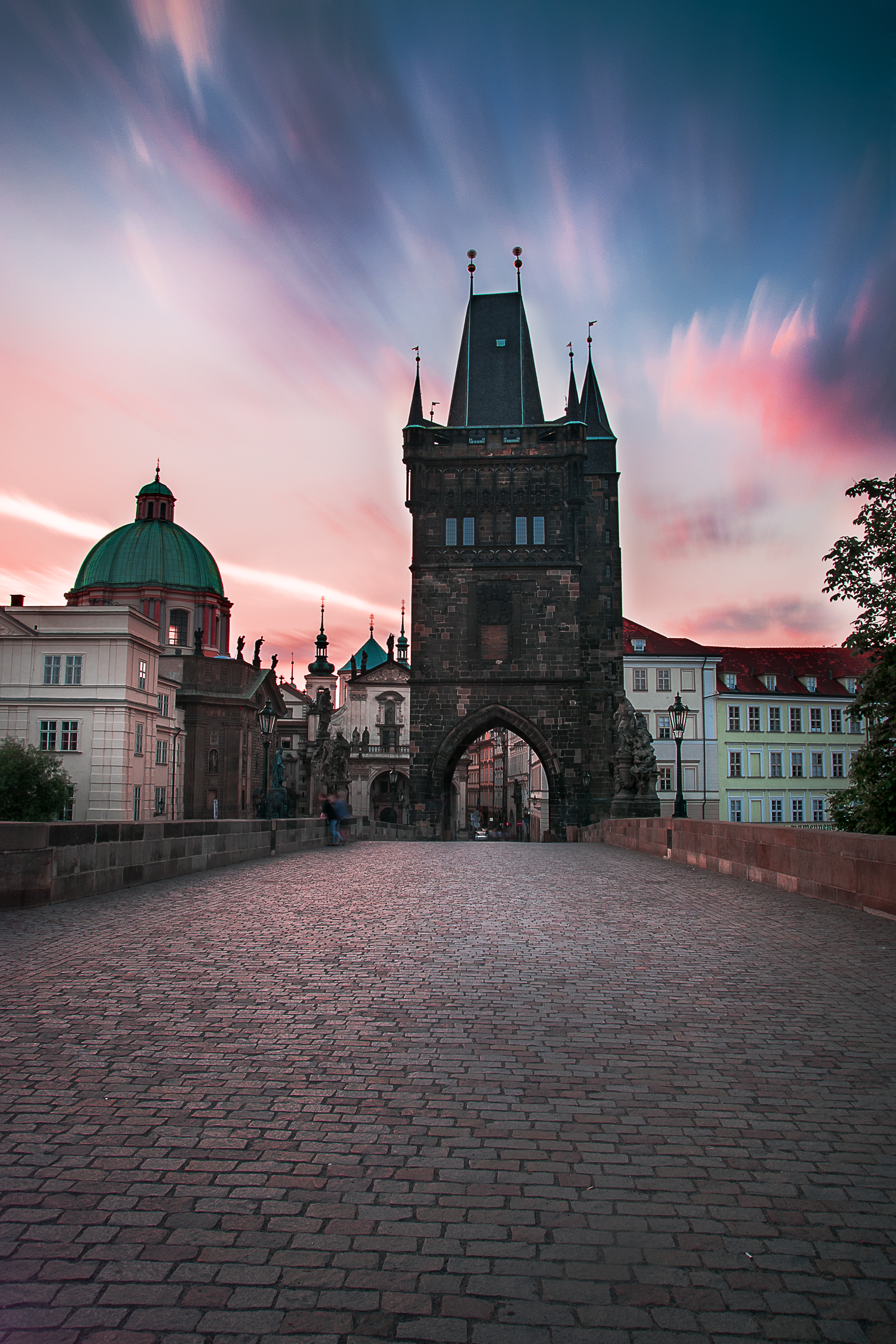
旧市街側の橋塔
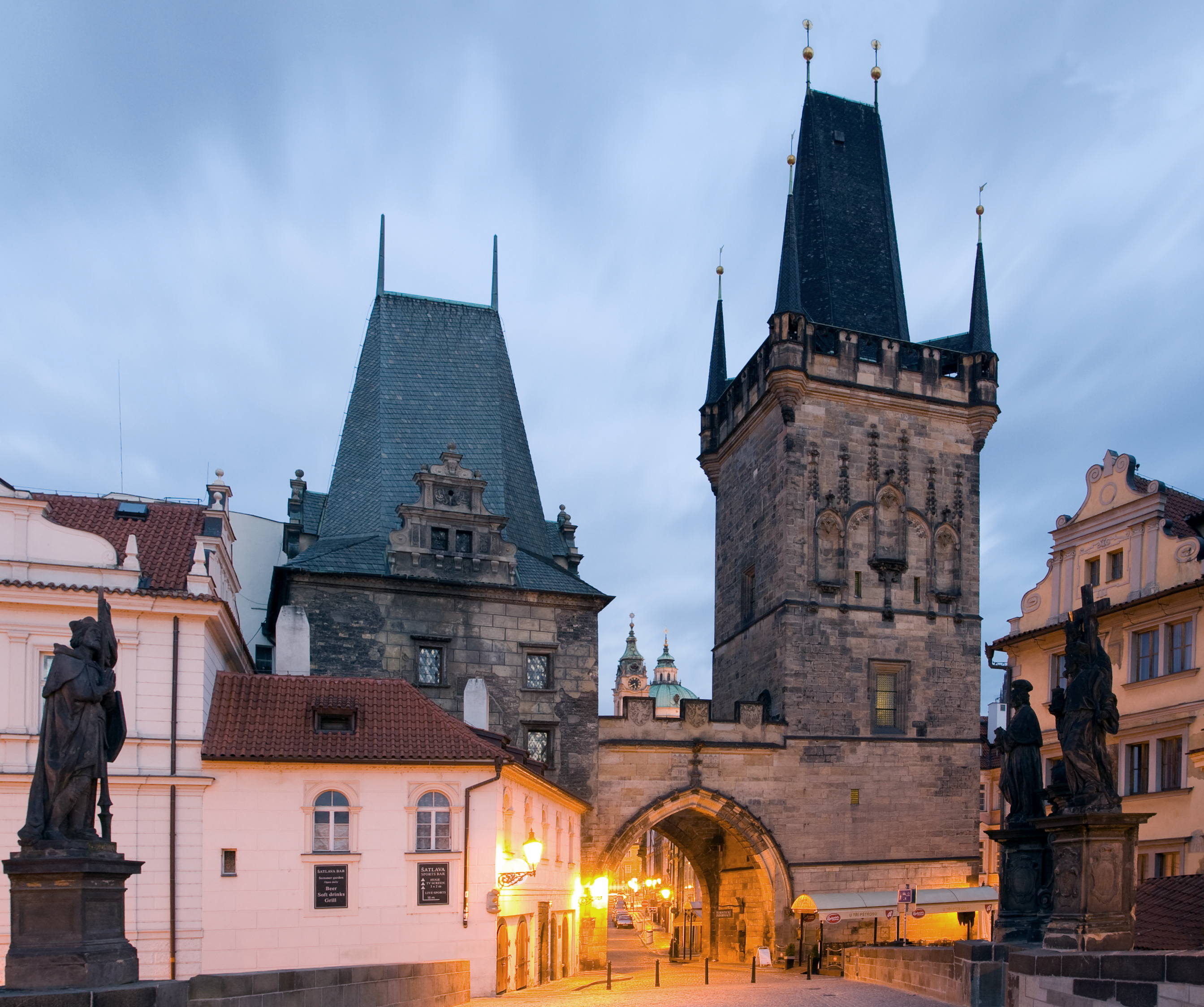
マラー・ストラナ側の橋塔
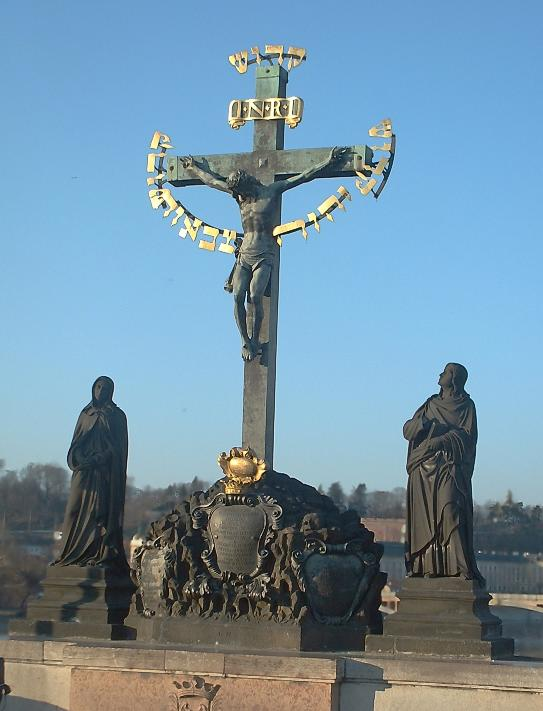
十字架像
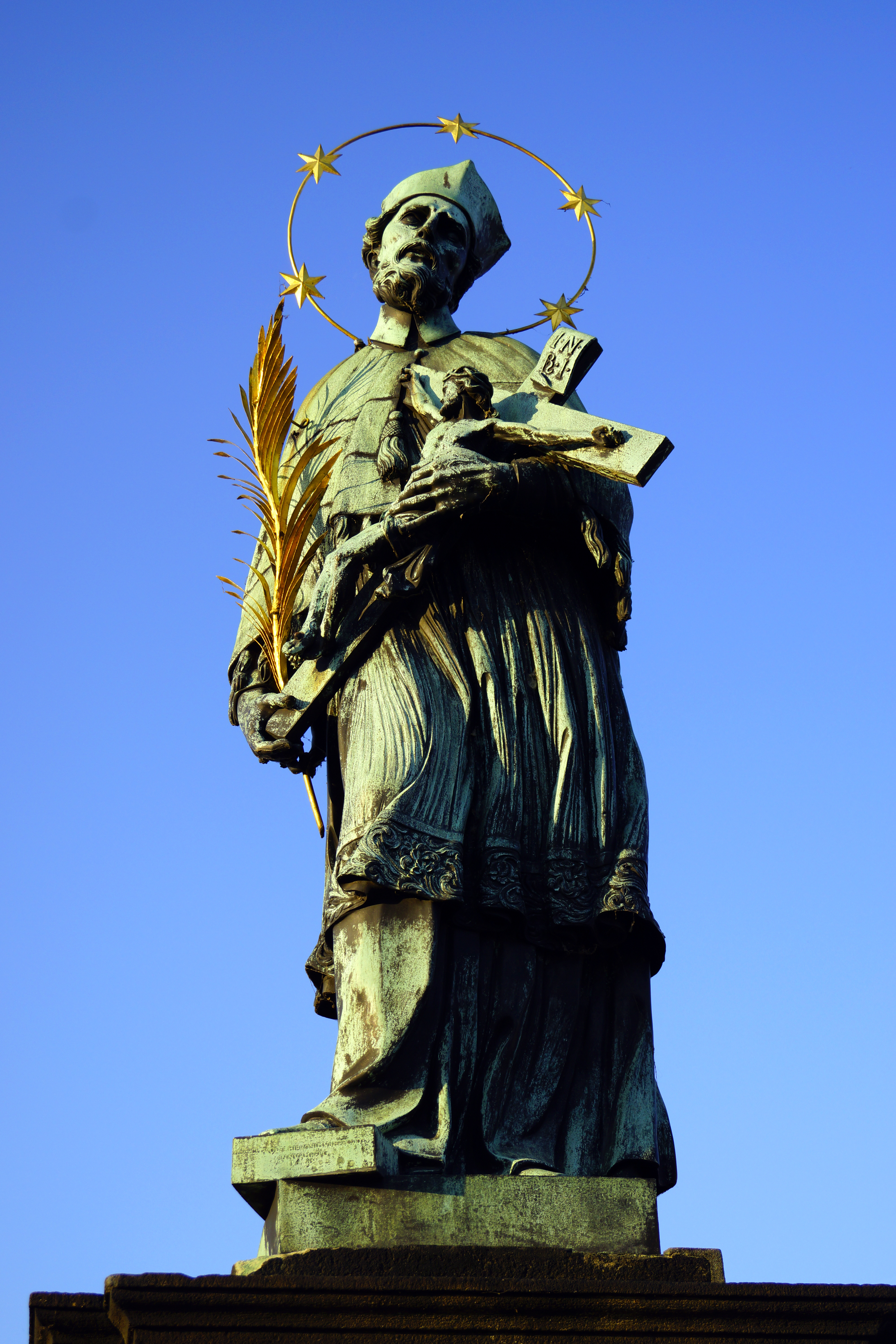
聖ヤン・ネポムツキー像
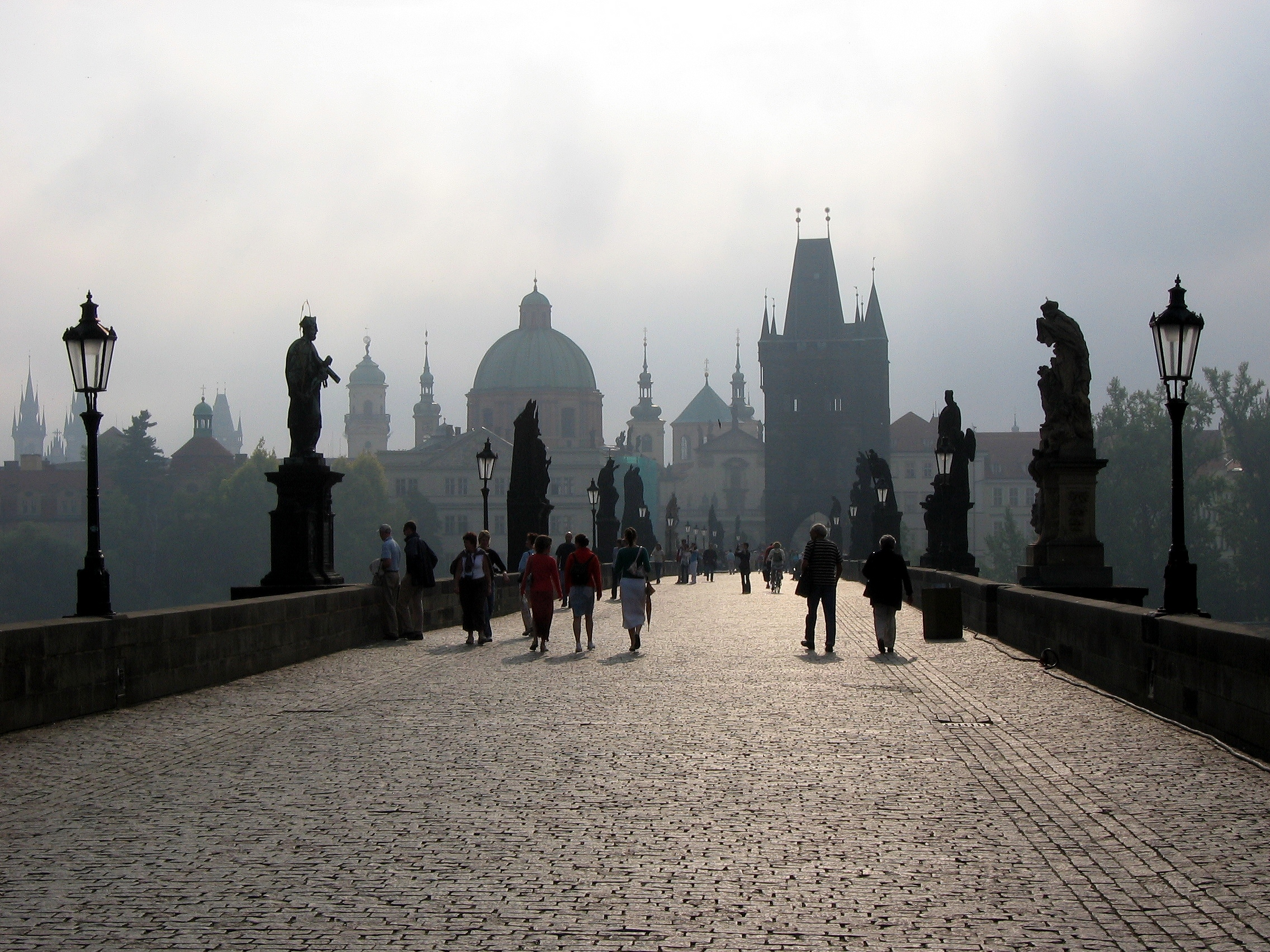
橋と彫刻
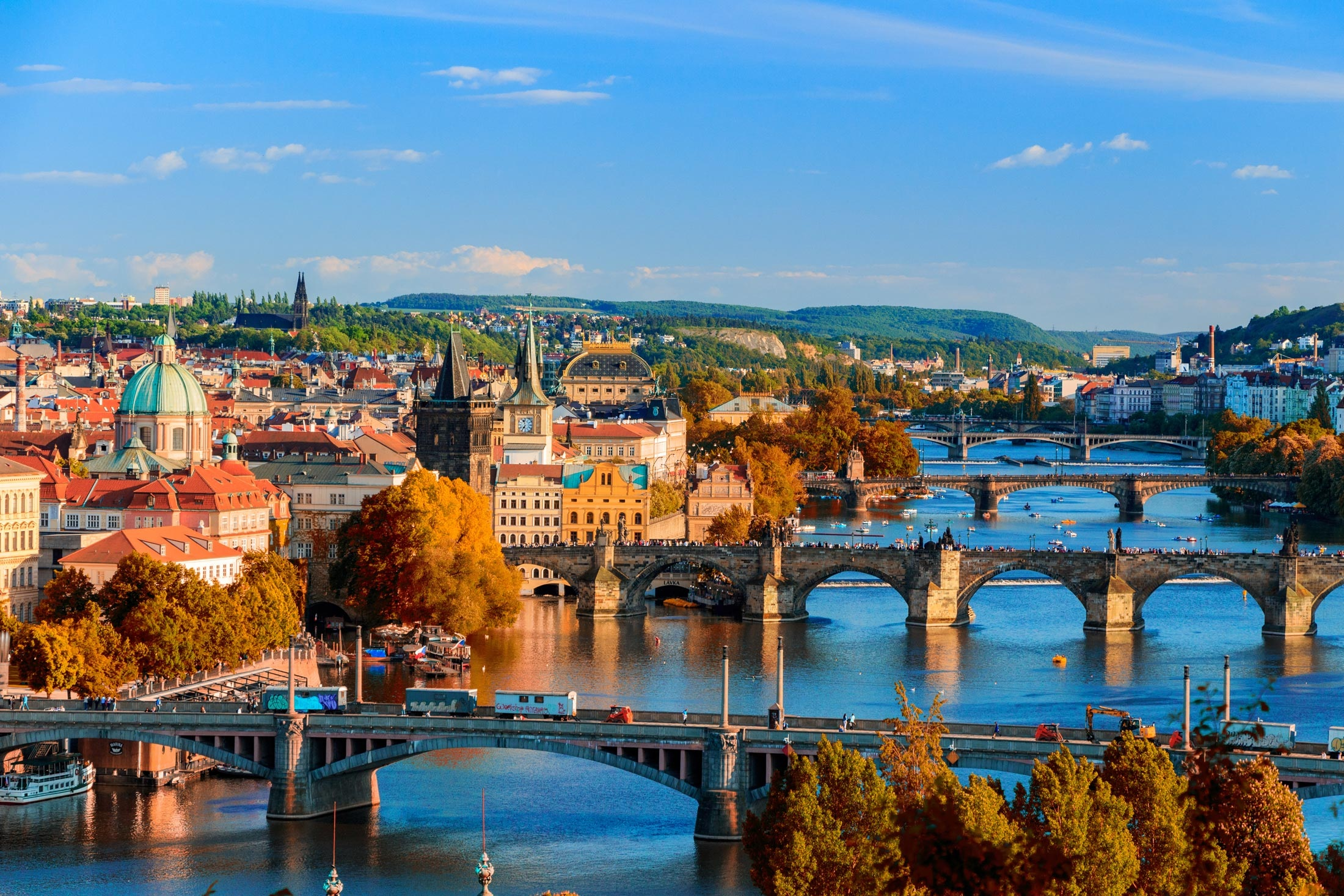
ヴルタヴァ川